# Чемпіонат світу з трекових велоперегонів 2016
Чемпіонат світу з трекових велоперегонів 2016 проходив з 2 по 6 березня 2016 року в Лондоні на Лондонському велопарку. Всього у змагання взяли участь 390 спортсменів з 45 країни, які розіграли 19 комплектів нагород — 10 у чоловіків та 9 у жінок.

## Медалісти

### Чоловіки
| Дисципліна                         | Золото | Срібло | Бронза                                                                                             |
| Спринт                             | Джейсон Кенні                                                                                              | Метью Ґлетцер                                                                                                | Денис Дмітрієв                                                                                     |
| Гіт (1 км)                         | Йоахім Айлерс (1:00.042)                                                                                   | Тео Бос (1:00.461)                                                                                           | Квентін Лафарг (1:01.581)                                                                          |
| Індивідуальна гонка переслідування | Філіппо Ґанна (4:16.141)                                                                                   | Доменік Вайнштайн (4:18.275)                                                                                 | Енді Теннант (4:18.301)                                                                            |
| Командна гонка переслідування      | Австралія Сем Велсфорд Майкл Хепберн Каллум Скотсон Майлс Скотсон Александер Портер Люк Девісон (3:52.727) | Велика Британія Джонатан Діббен Едвард Кленсі Овайн Дойлл Бредлі Віґґінз Стівен Берк Енді Теннант (3:53.856) | Данія Лассе Норман Гансен Ніклас Ларсен Фредерік Мадсен Каспер фон Фолсаш Расмус Квааде (3:55.936) |
| Командний спринт                   | Нова Зеландія Ітан Мітчелл Сем Вебстер Едвард Докінс (43.257)                                              | Нідерланди Нільс ван'т Хундердаал Джефрі Гохланд Маттейс Бюхлі Уго Хаак (43.469)                             | Німеччина Рене Ендерс Макс Нідерлаґ Йоахім Айлерс (43.536)                                         |
| Кейрін                             | Йоахім Айлерс                                                                                              | Едвард Докінс                                                                                                | Азізуласні Аванг                                                                                   |
| Скретч                             | Себастьян Мора                                                                                             | Ігнасіо Прадо                                                                                                | Клаудіо Імхоф                                                                                      |
| Гонка за очками                    | Джонатан Діббен (48)                                                                                       | Андреас Ґраф (48)                                                                                            | Кенні Де Кетеле (43)                                                                               |
| Медісон                            | Велика Британія Бредлі Віґґінз Марк Кавендіш (21)                                                          | Франція Морган Кнайскі Бенжамін Томас (14)                                                                   | Іспанія Себастьян Мора Альберт Торрес (12)                                                         |
| Омніум                             | Фернандо Гавірія (191)                                                                                     | Роґер Клюґе (191)                                                                                            | Гленн О'Ші (191)                                                                                   |

- Спортсмени, виділені курсивом, брали участь у чемпіонаті, але не змагались у фіналі.

### Жінки
| Дисципліна                         | Золото                                                               | Срібло                                                                            | Бронза                                                                         |
| Спринт                             | Чжун Тяньши                                                          | Лінь Цзюньхун                                                                     | Крістіна Фоґель                                                                |
| Гіт (500 м)                        | Анастасія Войнова (32.959)                                           | Лі Хвейші (33.736)                                                                | Еліс Ліхтлі (33.760)                                                           |
| Індивідуальна гонка переслідування | Ребекка Вайсак (3:34.099)                                            | Малґоржата Войтира (3:41.904)                                                     | Енні Форман-Маккі (3:36.055)                                                   |
| Командна гонка переслідування      | США Сара Гаммер Келлі Кетлін Хлоя Дагерт Дженіфер Валенте (4:16.802) | Канада Еллісон Беверидж Джасмін Глессер Кірсті Лей Джорджія Сіммерлінг (4:19.525) | Велика Британія Лора Тротт Елінор Баркер Сіара Хорн Джоанна Роуселл (4:16.540) |
| Командний спринт                   | Росія Дарія Шмельова Анастасія Войнова (32.679)                      | КНР Гун Цзіньцзє Чжун Тяньши REL                                                  | Німеччина Міріам Вельте Крістіна Фоґель (32.740)                               |
| Кейрін                             | Крістіна Фоґель                                                      | Анна Мірс                                                                         | Ребекка Джеймс                                                                 |
| Скретч                             | Лора Тротт                                                           | Кірстен Вілд                                                                      | Стефані Рурда                                                                  |
| Гонка за очками                    | Катаржина Павловська (15)                                            | Джасмін Глессер (14)                                                              | Арленіс Сьєрра (14)                                                            |
| Омніум                             | Лора Тротт (201)                                                     | Лорі Бертон (183)                                                                 | Сара Гаммер (182)                                                              |

## Загальний медальний залік
| Місце  | Країна          | Золото | Срібло | Бронза | Загалом |
| ------ | --------------- | ------ | ------ | ------ | ------- |
| 1      | Велика Британія | 5      | 1      | 3      | 9       |
| 2      | Німеччина       | 3      | 2      | 3      | 8       |
| 3      | Австралія       | 2      | 2      | 1      | 5       |
| 4      | Росія           | 2      |        | 1      | 3       |
| 5      | КНР             | 1      | 2      |        | 3       |
| 6      | Нова Зеландія   | 1      | 1      |        | 2       |
| 6      | Польща          | 1      | 1      |        | 2       |
| 8      | Іспанія         | 1      |        | 1      | 2       |
| 8      | США             | 1      |        | 1      | 2       |
| 10     | Колумбія        | 1      |        |        | 1       |
| 10     | Італія          | 1      |        |        | 1       |
| 12     | Нідерланди      |        | 3      | 1      | 4       |
| 13     | Канада          |        | 2      | 2      | 4       |
| 14     | Франція         |        | 2      | 1      | 3       |
| 15     | Австрія         |        | 1      |        | 1       |
| 15     | Гонконг         |        | 1      |        | 1       |
| 15     | Мексика         |        | 1      |        | 1       |
| 18     | Бельгія         |        |        | 1      | 1       |
| 18     | Данія           |        |        | 1      | 1       |
| 18     | Куба            |        |        | 1      | 1       |
| 18     | Малайзія        |        |        | 1      | 1       |
| 18     | Швейцарія       |        |        | 1      | 1       |
| Всього | Всього          | 19     | 19     | 19     | 57      |

## Україна на чемпіонаті
Україну на чемпіонаті представляло 9 спортсменів:
- Роман Гладиш у командній гонці переслідування, скретчі та медісоні;
- Віталій Гринів у командній гонці переслідування та гонці за очками;
- Владислав Кремінський у командній гонці переслідування та медісоні;
- Андрій Винокуров у спринті та кейріні;
- Тарас Шевчук у командній гонці переслідування;
- Тетяна Клімченко у скретчі;
- Ганна Соловей у гонці за очками;
- Олена Старікова у командному спринті;
- Любов Басова у індивідуальному і командному спринті, кейріні.

Найкращі результати показала Любов Басова, посівши 5 місце у кейріні. Ти самим вона завоювала єдину ліцензію на Літні Олімпійські ігри 2016 в Ріо-де-Жанейро для збірної України з велоспорті на треку.